# 伊都内親王
伊都内親王（いとないしんのう）は、桓武天皇の第8皇女で、母は宮人・藤原平子（中納言・藤原乙叡女）。平城天皇、嵯峨天皇、淳和天皇らの異母妹。阿保親王の室で、在原業平の母。無品。名は伊豆、伊登とも表記し。

## 生涯
桓武天皇の晩年の頃に生まれる。外祖父・藤原乙叡の母は、桓武朝の尚侍・百済王明信である。天長2年（825年）に息子の在原業平を産んでいるので、この頃までには平城天皇の第1皇子の阿保親王の妻になっていたとされる。天長10年には母・平子と死別し、承和9年（842年）には夫とも死別している。嘉祥元年（848年）には都の自宅に落雷があった。『伊勢物語』によると、晩年は長岡（現在の京都府長岡京市）の山荘に暮らしていたらしい。貞観3年（861年）9月19日に薨去。

## 伊都内親王願文

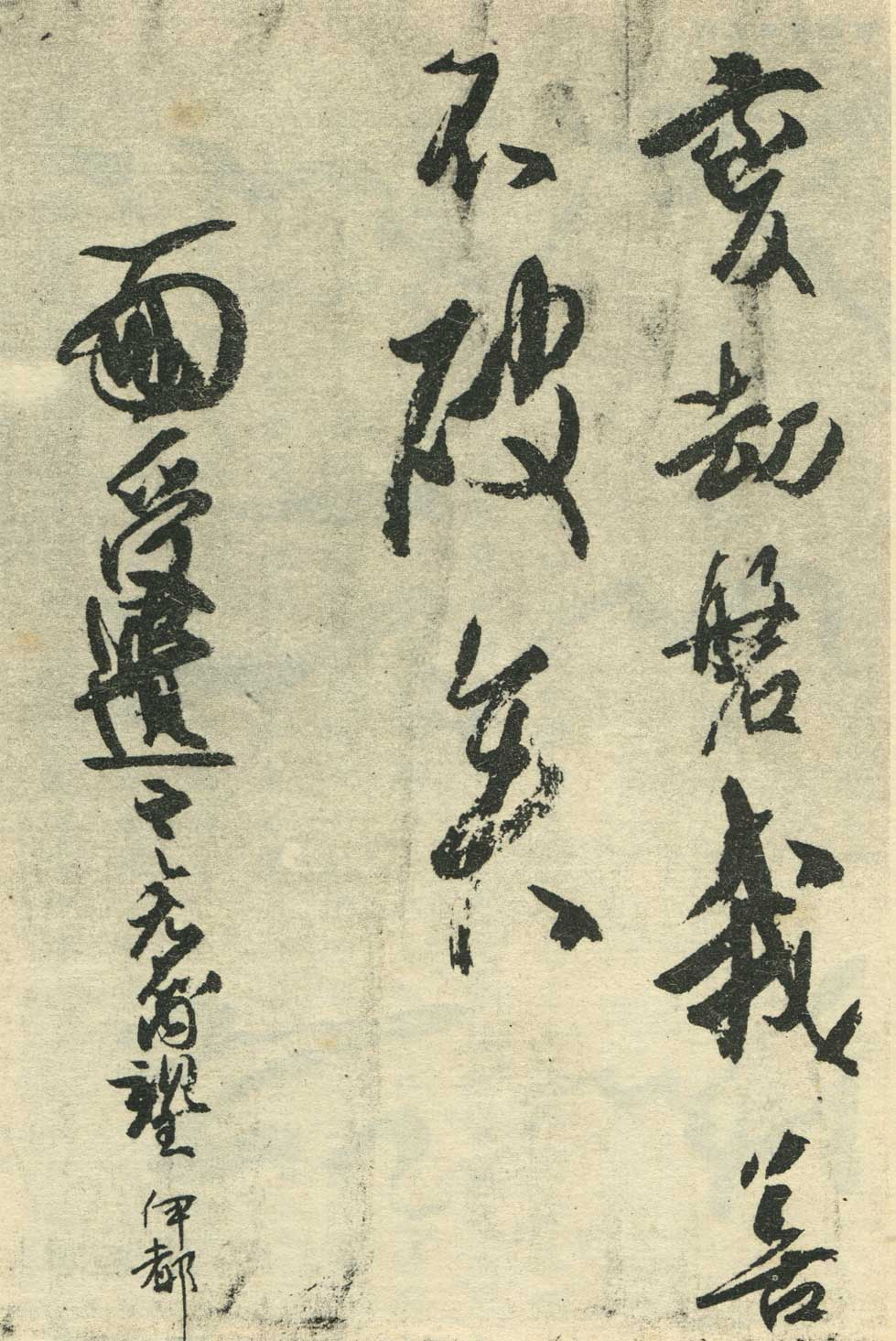
橘逸勢によって書かれたとされる伊都内親王願文。末尾には「伊都」の署名が書かれている。

伊都内親王が、天長10年に死去した母の藤原平子の遺言により山階寺（現在の興福寺）に香灯読経料を寄進した時の願文が伊都内親王願文で、三筆のひとりである橘逸勢によって書かれたものだと伝えられている。末尾の署名、また文中の手形は内親王本人のものだとされている。御物。